# Lorut
Lorut – wieś w Armenii, w prowincji Lorri. W 2011 roku liczyła 843 mieszkańców.